# Заход (Лющикська волость)
Заход (рос. Заход) — присілок в Бєжаницькому районі Псковської області Російської Федерації.
Населення становить 7 осіб. Входить до складу муніципального утворення Лющикська волость.

## Історія
Від 2005 року входить до складу муніципального утворення Лющикська волость.

## Населення
| 2001 | 2002 | 2010 |
| ---- | ---- | ---- |
| 17   | ↘10  | ↘7   |